# アーネスト・マースデン

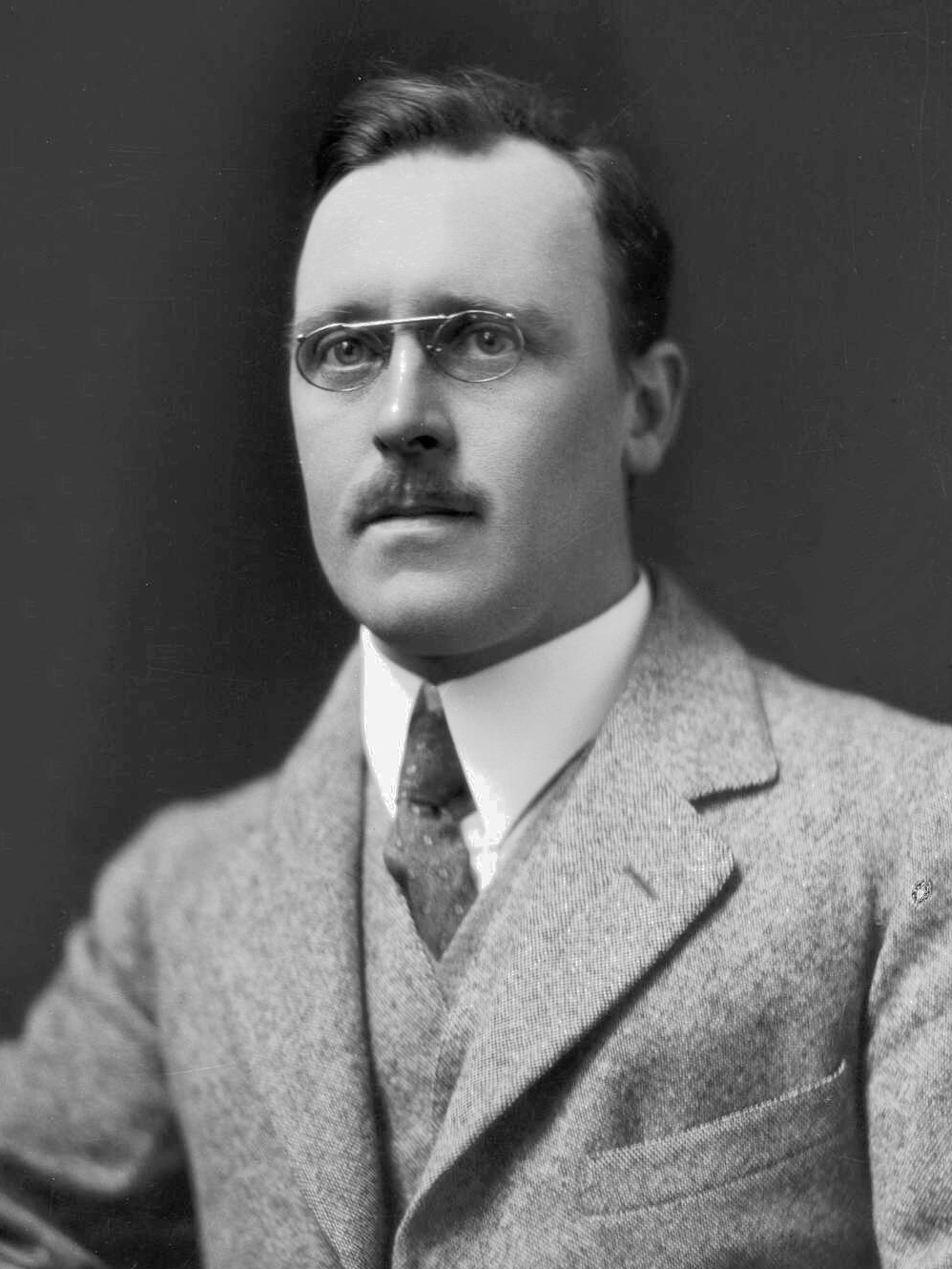

アーネスト・マースデン（英: Ernest Marsden、1889年2月19日 - 1970年12月15日）は、物理学者。イギリス、マンチェスターの生まれ。今日ではガイガー＝マースデンの実験として知られる実験を行い、原子の構造に関する画期的な発見をした。生涯の大半をニュージーランドで過ごした。

## 人物
イギリス、当時ランカシャー州のマンチェスターでトーマス・マースデンとフィービー・ホールデンの息子として生まれ、幼少期を同市郊外のリシュトンで過ごしながらブラックバーンのクイーン・エリザベス・グラマー・スクールで学ぶ（同校は後世、彼の名を冠した学内賞として「マースデン効果トロフィー（"The Marsden Merit Trophy"）」を創設）。マンチェスター大学に進学後、同大在籍中の1909年、彼が20歳のときに実験物理学者のアーネスト・ラザフォードと出会い、ラザフォードの助手であったハンス・ガイガーとともに実験の手伝いをするようになる。
まだ学部生であったマースデンはガイガー＝マースデンの実験を指揮したが、この実験がもたらしたラザフォード錯乱の測定は従来のトムソンの原子モデルを反駁し、原子核の概念や核物理学の創始へとつながっていった。
ラザフォードは1914年、マースデンを今日ではヴィクトリア大学として知られているニュージーランドのウェリントンの大学に物理学の教授として推薦した。1915年、彼は同地へ移った。
彼は第一次世界大戦中はフランスで戦い、武功十字章を授与されたのち、宇宙線から化学燃料まで多くの分野で研究を重ねた。
彼は1922年にニュージーランド教育省で教育局次長になり、1926年には科学産業研究省を新設した。科学産業研究省の長として20年間で、彼は国の主要な収入源である農業における科学的礎を築いた。 
彼は第二次世界大戦では新しいレーダー技術の開発に従事した。1947年に彼はニュージーランド王立協会の会長に選出されたが、その4か月後、彼はニュージーランドの科学連絡担当官としてロンドンに移った。
彼は生涯を通して多くの委員会を務め、放射線の研究に興味を持ち続けた。マースデンは1954年にニュージーランドに戻り、1958年にナイトに叙勲された。
マースデン基金（科学基金）は彼の名にちなんだものである。また、南極のマースデン山も彼の名から命名されたものである。